# Unterseeboot 844
L'Unterseeboot 844 (ou U-844) est un sous-marin allemand utilisé par la Kriegsmarine pendant la Seconde Guerre mondiale.

## Historique
Après sa période d'entraînement initial à Stettin en Allemagne au sein de la 4. Unterseebootsflottille jusqu'au 30 septembre 1943, l'U-844 est affecté à une unité de combat à la base sous-marine de Lorient : la 10. Unterseebootsflottille.
L'U-844 rejoint le groupe Schlieffen formé avec l'U-470 et l'U-964 en vue d'attaquer le convoi de navires marchands alliés ONS-20. Les trois U-Boote coulent le 16 octobre 1943 dans l'Atlantique Nord au Sud-Ouest de l'Islande. 
L'U-844 sombre à la position géographique de 58° 30′ N, 27° 16′ O par des charges de profondeur lancées par deux bombardiers Consolidated B-24 Liberator de la Royal Air Force des escadrilles Sqdn 59/S et Sqdn 86/L.
L'U-Boot riposte en tirant sur ses assaillants, touchant le 1er bombardier. Ce dernier est contraint d'amerrir près du navire d'escorte HMS Pink.
Les cinquante-trois membres d'équipage meurent dans cette attaque.
La durée opérationnelle de l'U-844 est de 16 jours.

## Affectations successives
- 4. Unterseebootsflottille du 7 avril 1943 au 30 septembre 1943
- 10. Unterseebootsflottille du 1er octobre 1943 au 16 octobre 1943

## Commandement
- Oberleutnant zur See Günther Möller du 7 avril 1943 au 16 octobre 1943

## Patrouilles
|       | Commandant           | Départ            | Départ | Arrivée           | Arrivée | Jours    | Succès |
| ----- | -------------------- | ----------------- | ------ | ----------------- | ------- | -------- | ------ |
|       | Oblt. Günther Möller | 14 septembre 1943 | Kiel   | 19 septembre 1943 | Bergen  | 6 jours  |        |
| 1     | Oblt. Günther Möller | 6 octobre 1943    | Bergen | 16 octobre 1943   | Coulé   | 11 jours |        |
| Total | Total                | Total             | Total  | Total             | Total   | 17 jours | 0 t    |

Note : Oblt. = Oberleutnant zur See

### Opérations Wolfpack
L'U-844 opéra avec les Wolfpacks (meute de loups) durant sa carrière opérationnelle.
- Schlieffen (14-16 octobre 1943)

## Navires coulés
L'U-844 n'a, ni coulé, ni endommagé de navire au cours de son unique patrouille.

### Sources
- « U-844 », sur Uboat.net